# Seznam vyřazených
Seznam vyřazených (v originále The Out List) je americký dokumentární film z roku 2013, který režíroval Timothy Greenfield-Sanders. V dokumentu vystupuje 16 LGBT osobností amerického veřejného života, kteří se vyjadřují k problematice LGBT.

## Děj
V dokumentu jednotliví dotazovaní (herci, zpěváci, politici, spisovatelé) vypráví svých osobních zkušenostech coby gayů, leseb, bisexuálů či transsexuálů.
Dustin Lance Black, R. Clarke Cooper, Wade Davis, Ellen DeGeneresová, Twiggy Pucci Garçon, Neil Patrick Harris, Larry Kramer, The Lady Bunny, Janet Mock, Cynthia Nixonová, Suze Orman, Christine Quinn, Jake Shears, Wanda Sykesová, Lupe Valdez a Wazina Zondon hovoří na téma coming outu, stejnopohlavního manželství a rodičovství, vztahu k náboženství, umění nebo politice.